# Да, с теб
Да, с теб (на испански: Contigo sí) е мексиканска теленовела, режисирана от Клаудия Елиса Агилар и Хуан Карлос Терерос и продуцирана от Игнасио Сада Мадеро за Телевиса през 2021 г. Версия е на мексиканската теленовела Вивиана, която е базирана на радионовелата La galleguita, създадена от кубинската писателка и сценаристка Инес Родена.
В главните роли са Алехандра Роблес Хил и Брандон Пениче, а в отрицателните – Данило Карера, Анет Мишел, Барбара Ислас, Хема Гароа, Лисардо,Франсиско Рубио, Алехандра Прокуна, Лисардо и Аксел Рико. Специално участие вземат Ернесто Лагуардия и Мануел Ландета.

## Сюжет
Анхела Гутиерес е медицинска сестра и студентка по медицина, която живее в град близо до морето. Тя е съблазнена от Алваро Виялобос, амбициозен млад мъж, който посещава града по работа, за да построи болница. Анхела и Алваро се женят, но след това той я изоставя и се връща в град Мексико, където го очаква неговата годеница Саманта, за която се жени. Анхела решава да отиде в столицата в търсене на Алваро и разкрива измамата му. Там тя се запознава с Леонардо, лекар, който се влюбва в нея и става неин закрилник. Анхела се бори неуморно срещу неблагополучията на съдбата, в стремежа си да намери истинската любов.   

## Актьори
- Алехандра Роблес Хил – Анхела Гутиерес
- Данило Карера – Алваро Виялобос
- Брандон Пениче – Леонардо Сантияна
- Ернесто Лагуардия – Херардо Вега
- Анет Мишел – Мирта Моран
- Барбара Ислас – Саманта Вега
- Лисардо – Анибал Тревиньо
- Таня Лисардо – Лус Гереро
- Мануел Ландета – Сандро Сантияна
- Хема Гароа – Алма Ясбек
- Карлос Спейцер – Абел Перес
- Карина Рико – Беатрис Гуардиола
- Франсиско Рубио – Дарио Алтамирано
- Лало Паласиос – Пабло Перес
- Арлет Пачеко – Федра Перес
- Фелипе Нахера – Хулио Вайехо
- Алехандра Прокуна – Йоланда Моралес
- Даниела Савала – Адела
- Емилио Паласиос – Еди Мартин
- Емое де ла Пара – Доня Пура Перес
- Миранда Кей – Клара Виялобос
- Аксел Рико – Феликс Лопес
- Кенет Лавил – Мемо

## Премиера
Премиерата на Да, с теб е на 11 октомври 2021 г. по Las Estrellas. Последният 120 епизод е излъчен на 25 март 2022 г.
| Година | Излъчване              | Брой епизоди | Премиера         | Премиера | Финал        | Финал   |
| Година | Излъчване              | Брой епизоди | Дата             | Рейтинг  | Дата         | Рейтинг |
| ------ | ---------------------- | ------------ | ---------------- | -------- | ------------ | ------- |
| 2021   | понеделник-петък 16:30 | 120          | 11 октомври 2021 | 2.4      | 25 март 2022 | 2.6     |

## Продукция
В началото на юли 2021 г. Игнасио Сада Мадеро обявява предварителното производство на новата версия без определено заглавие на теленовелата Вивиана, оригинална история от Инес Родена, продуцирана от Валентин Пимстейн през 1978-1979 г., като по-късно за Телевиса са продуцирани още две версии: Изгубени години през 1985 г. - отново от Пимстейн, и Камила през 1998 г., продуцирана от Анджели Несма Медина. Няколко дни по-късно е обявено, че временното заглавие на продукцията ще бъде Ververte a ver, като се потвърждава участието на Брандон Пениче като един от тримата главни герои, както и включването на Анет Мишел в редиците на Телевиса, след като прекратява трудовото си правоотношение с ТВ Ацтека. Записите на теленовелата започват в локация на 26 юли 2021 г., а на следващия ден, чрез уебсайта People en Español, е потвърден официално актьорският състав, като Алехандра Роблес Хил заедно с Данило Карера и Брандон Пениче ще изпълняват главните роли в теленовелата. На 9 август 2021 г. записите започват и във форум 1 на филмовото студио Телевиса Сан Анхел.

## Версии
По сюжета на радионовелата La galleguita са създадени следните теленовели:
- El engaño, венецуелска теленовела от 1968 г., с участието на Кончита Обах и Раул Амундарай.
- Вивиана, мексиканска теленовела от 1978 г., адаптирана от Луис Риейес де ла Маса, Кармен Даниелс и Тере Медина и продуцирана от Валентин Пимстейн за Телевиса, с участието на Лусия Мендес, Ектор Бония, Хуан Ферара и Марикрус Оливие.
- Изгубени години, мексиканска теленовела от 1985 г., адаптирана от Карлос Ромеро и продуцирана от Валентин Пимстейн за Телевиса, с участието на Лаура Флорес и Мануел Савал.
- Втора част на Валентина, мексиканска теленовела от 1993 г., продуцирана от Хосе Алберто Кастро за Телевиса, с участието на Вероника Кастро и Рафаел Рохас.
- Камила, мексиканска теленовела от 1998 г., адаптирана от Габриела Ортигоса и продуцирана от Анджели Несма за Телевиса, с участието на Биби Гайтан, Едуардо Капетийо, Адамари Лопес и Куно Бекер.